# Earth Reborn
Earth Reborn est un jeu de société sur plateau avec figurines écrit par Christophe Boelinger, édité par Ludically et Z-Man Games en 2010. Il permet à deux à quatre joueurs de s’affronter sur la Terre d’un futur proche dans un univers post-apocalyptique.
Le cadre est le suivant : en 2065, une guerre totale laisse la Terre en proie aux radiations, donc les survivants décident de construire des villes souterraines. Cinq siècles plus tard, deux principaux clans émergent : des militaires installés au NORAD dans le complexe de Cheyenne Mountain (Colorado, États-Unis), et le clan Salémite (à Salem, Massachusetts) qui est sujet à des expérimentations biologiques éthiquement discutables.
Édité en version française à seulement 2000 exemplaires,, le jeu n’est désormais plus disponible à la vente qu’en version anglaise.

## Mécanismes de jeu
Empruntant à plusieurs genres de jeux, Earth Reborn multiplie les mécanismes et aspects que l’on retrouve dans différents jeux, tels les jeux de rôle, les jeux de figurines et les jeux de plateau. Selon Christophe Boelinger, créateur du jeu, il existe onze mécaniques « nouvelles » qui n’avaient jusqu’alors pas encore été utilisées pour ce type de jeu.
Le tutoriel fourni avec le jeu présente neuf scénarios progressifs enseignant les différentes règles au fur et à mesure, ce qui permet d’entrer plus aisément dans la mécanique complexe du jeu. Un système de génération automatique de carte de jeu et scénario aléatoires permet une forte rejouabilité.

## Personnages et objets
Le jeu contient douze figurines appartenant aux deux clans de l’histoire. Parmi eux :
- pour le clan NORAD: le colonel Nick Bolter, le lieutenant Vasquez, James Woo et un « mammouth » de combat ;
- pour les Salémites: le professeur John Kendall Jr, John Deeler, Jessica Hollister, Franck Einstein, Jack Saw, Cherokee Bill et deux zombies .

Les figurines de la boîte sont non peintes, seulement sous-couchées. Toutefois, un set de figurines peintes est disponible séparément à la vente.
Les personnages du jeu peuvent utiliser de nombreux objets : armes, radio, mines et autres dispositifs techniques dans certaines salles, dépendant des scénarios.

## Évolutions
Même si de futures extensions ne sont pas à écarter, seuls des scénarios additionnels ont officiellement été réalisés. Publiés sur le forum officiel du jeu, ils permettent de suivre un tutoriel de trois à quatre joueurs.